# Bekwarra (langue)
Le bekwarra, bekworra ou yakoro (autonyme : ebekwara), est une langue bendi parlée au Nigeria.

## Utilisation
Le bekwarra est parlé par environ 100 000 personnes de tous âges en 1989, principalement dans l'État de Benue (dans la zone de gouvernement local de Vandeikya) et l'État de Cross River (dans la zone de gouvernement local de Bekwarra) au Nigeria. Ses locuteurs utilisent parfois aussi le yala, et il est utilisé comme langue seconde par les locuteurs du putukwam et du yace (en).

## Caractéristiques
Le bekwarra fait partie des langues bendi, un groupe de langues nigéro-congolaises, qui ont été classées parmi les langues cross river (c'est encore le cas pour Ethnologue), mais pour Roger Blench (en) et d'autres linguistes, elles font plutôt partie des langues bantoïdes méridionales (Glottolog reprend cette classification).
Il peut s'écrire avec l'alphabet latin depuis 1964.